# Symfoni nr 40 (WA Mozart)
Symfoni No. 40 g-moll, K. 550. Komponerad av Wolfgang Amadeus Mozart år 1788. Kallas allmänt Stora g-mollsymfonin till skillnad från Symfoni No. 25 g-moll, Lilla g-mollsymfonin.
1. Allegro molto
2. Andante
3. Menuetto e trio: Allegretto
4. Finale: Allegro assai.

Inte minst huvudtemat i första satsen är välkänt:
Denna symfoni, fullbordad den 25 juli 1788, är Mozarts andra och sista i molltonart, båda i g-moll. Den skrevs ursprungligen för flöjt, 2 oboer, 2 fagotter, 2 horn och stråkar, men senare instrumenterade Mozart om verket och tillfogade klarinetter. Det är en stor kontrast mellan detta verk och den ljusa Ess-dur-symfonin fullbordad en månad tidigare. I likhet med lilla g-mollsymfonin från 1773, är symfonins enda ljusa inslag menuettens trio. 
- Wikimedia Commons har media som rör Symfoni nr 40 (WA Mozart).